# Phil Martin
Phillip Roger "Phil" Martin (nacido el 2 de abril de 1928 en Jackson, Michigan y fallecido el 24 de junio de 2008) fue un jugador de baloncesto estadounidense que disputó una temporada en la NBA. Con 1,91 metros de estatura, jugaba en la posición de base.

## Trayectoria deportiva

### Universidad
Jugó durante tres temporadas con los Rockets de la Universidad de Toledo (Ohio), en las que promedió 16,3 puntos y 7,1 rebotes por partido. Acabó su carrera con 1.240 puntos, a solo cinco del mejor de la historia de su universidad en aquel momento, y hoy en día el séptimo mejor anotador. En sus tres temporadas en los Rockets fue incluido en el mejor quinteto de la Mid-American Conference.

### Profesional
Fue elegido en la vigésimo novena posición del Draft de la NBA de 1954 por Milwaukee Hawks, con los que firmó contrato en el mes de julio. Pero únicamente llegó a disputar siete partidos, en los que promedió 1,7 puntos y 1,4 rebotes.

## Estadísticas de su carrera en la NBA

### Temporada regular
| Temporada | Edad | Equipo          | Liga | P | TIT | MIN | TC  | TCA | %TC  | 3P | 3PA | %3P | TL  | TLA | %TL   | R.OF. | R.DEF. | REB | ASIS | ROB | TAP | PER | FP  | PTS |
| 1954-55   | 26   | Milwaukee Hawks | NBA  | 7 |     | 6.7 | 0.7 | 2.7 | .263 |    |     |     | 0.3 | 0.3 | 1.000 |       |        | 1.4 | 0.9  |     |     |     | 1.0 | 1.7 |
| Total     |      |                 | NBA  | 7 |     | 6.7 | 0.7 | 2.7 | .263 |    |     |     | 0.3 | 0.3 | 1.000 |       |        | 1.4 | 0.9  |     |     |     | 1.0 | 1.7 |